# Hypsibarbus suvattii
Hypsibarbus suvattii är en fiskart som beskrevs av Rainboth, 1996. Hypsibarbus suvattii ingår i släktet Hypsibarbus och familjen karpfiskar. IUCN kategoriserar arten globalt som otillräckligt studerad. Inga underarter finns listade i Catalogue of Life.